# СМ-2-1
СМ-2-1 — советская корабельная двухорудийная универсальная палубно-башенная артиллерийская установка калибра 130 мм. СМ-2-1 являлась главной артиллерийской системой эскадренных миноносцев проекта 41 и проекта 56.

## Проектирование и испытания
Разработка установки СМ-2 была начата в конце 1943 года на основании выданного АНИМИ задания от 2 сентября 1943 года. Тактико-техническое задание на установку было утверждено 25 апреля 1944 года начальником Артиллерийского управления ВМС. Разработкой эскизного проекта занималось ЦКБ-34 под руководством Е. Г. Рудяка. Эскизный проект был представлен на утверждение 3 февраля 1944 года. В основу проекта были положены технические решения, которые приняли немецкие конструкторы при создании артиллерийской установки SKC-33 калибра 105 мм.
Заводом № 232 для испытаний установки был изготовлен баллистический ствол СМ-Э11-130 и полигонный станок Б-119. Жёсткий барабан для полигонного станка изготовил завод № 190 МСП. Опытную качающуюся часть СМ-2 смонтировали 30 сентября 1948 года на полигонном станке Б-120 (ТТ). Головной образец СМ-2 после изготовления на заводе № 232 прошёл заводские испытания с 5 апреля по 30 мая 1949 года на заводе и с 20 октября по 12 декабря этого же года — на полигоне. Проведение государственных испытаний установки прошло в два этапа: с 10 мая по 5 августа 1950 года и с 24 ноября 1950 по 30 марта 1951 года.
В 1950 году по чертежам опытного образца, откорректированного по результатам полигонных испытаний, завод № 232 изготовил две серийные установки СМ-2-1. Установки были поставлены на головной эсминец проекта 41 «Неустрашимый». Государственные корабельные испытания СМ-2-1 на «Неустрашимом» провели в начале 1955 года. Протокол испытаний был подписан 17 февраля 1955 года. Следующая пара серийных установок, изготовленная на заводе № 232 в 1951 году, была поставлена на эсминец проекта 56 «Спокойный», государственные испытания установки на корабле проводились в два этапа: в Финском заливе с 8 августа по 8 сентября 1955 и в районе Балтийск-Таллин с 3 по 16 декабря 1955 при волнении моря 4-5 баллов.

## Производство
Установка СМ2-1 была принята на вооружение по Постановлению Совета Министров СССР от 1 октября 1957 года и Приказом МО СССР № 0086 от 9 октября 1957. На основе Постановления Совета Министров № 4183-1730сс от 28 сентября 1949 года было начато серийное производство установки на заводе «Большевик» (№ 232). В 1952 году производство АУ начал вести Старокраматорский машиностроительный завод. Цена одной установки СМ-2-1 составила 6 490 000 рублей.
Всего на промышленных предприятиях СССР было изготовлено 65 установок СМ-2-1: 51 установку изготовил завод «Большевик» (1950—1957 годы) и 14 установок — Старокраматорский машиностроительный завод (1952—1954 годы). Артиллерийские установки этого типа были установлены на 1 эскадренном миноносце проекта 41 и 28 эскадренных миноносцах проекта 56 (всего 58 единиц).

## Конструкция установки
В одной башенной установке СМ-2-1 размещалось два 130-мм орудия. Башенная установка выполнена бронированной для защиты от осколков снарядов и пуль.
Оба орудия установки размещаются в одной литой люльке обойменного типа. Каждое орудие снабжено гидравлическим тормозом отката веретенного типа, с компенсатором (тормоз находится под стволом), и досылателем. Над стволом каждого орудия находится пневматический накатник. Станок орудия качается на оси стабилизации, закреплённой в боевом столе. Стабилизация оси цапф произведена по горизонтали (в одной плоскости).
Ствол орудия состоит из свободной трубы, кожуха, казённика, обоймы и муфты. Затвор горизонтальный клиновой, с пружинной полуавтоматикой и ручным притвором. Стреляющее устройство ударного действия (от электромагнита или ручного действия). Досылатель (пневматический, с реечным ускорителем) и зарядник способны обеспечивать одноходовую досылку боеприпасов раздельно-гильзового заряжания, длина пути досылки 1700 мм. Лоток зарядника допускает одновременную закладку снаряда и гильзы. Эжекция пороховых газов производится автоматически.
Артиллерийская установка могла дать 54 залпа с полной скорострельностью, после чего ей требовалось 4-5-минутное охлаждение стволов, осуществлявшееся путём прокачки канала ствола забортной водой из пожарной магистрали. Максимальная дальность стрельбы приближалась к 28 км, а досягаемость по высоте составляла 21 км. (?!!) Характерными особенностями артиллерийской системы были длинноствольная, повышенной мощности баллистическая часть и механизм непосредственной стабилизации АУ по углу наклона оси цапф (НОЦ).
| Характеристики орудия                    | Характеристики орудия |
| Характеристика                           | Значение |
| ---------------------------------------- | --- |
| Калибр, мм:                              | 130 |
| Длина ствола, калибров:                  | 57,6 |
| Длина ствола, мм:                        | 7490 |
| Длина канала ствола, мм:                 | 7050 |
| Длина нарезной части, мм:                | 5927 |
| Длина кожуха (с муфтой), мм              | 3840 |
| Длина каморы (без скатов/со скатами), мм | 817,5/1224 |
| Объём каморы, дм³:                       | 19,6 |
| Число нарезов:                           | 28 |
| Крутизна нарезов, калибров               | 25 |
| Глубина нарезов, мм:                     | 2,7 |
| Ширина нарезов, мм:                      | 8,3 |
| Ширина полей, мм:                        | 6,29 |
| Тип затвора:                             | горизонтальный клиновой |
| Приводы затвора:                         | ручного действия |
| Масса затвора, кг:                       | 130 |
| Масса ствола с затвором, кг:             | 4993,4 |
| Максимальная дальность стрельбы, м:      | 27 764 |
| Начальная скорость снаряда, м/с:         | 950 м/с |
| Скорострельность, выстрелов в минуту     | 11,5-12 (при электрической подаче при угле возвышения +30°; +50°), до 15 (при механическом досылании при угле возвышения +3°) |
| Живучесть ствола                         | 1000 (при боевом заряде), 1700 (до падения начальной скорости на 8 %)                                                         |

| Характеристики башенной установки                                                               | Характеристики башенной установки                      |
| Характеристика                                                                                  | Значение                                               |
| ----------------------------------------------------------------------------------------------- | ------------------------------------------------------ |
| Общий вес башни, т                                                                              | 57,325                                                 |
| Вес вращающейся части, т                                                                        | 52,929                                                 |
| Вес вращающейся брони, т                                                                        | 8,500                                                  |
| Вес стабилизированной части, т                                                                  | 45,0                                                   |
| Вес неподвижной части, т                                                                        | 3,88                                                   |
| Вес качающейся части, т                                                                         | 17,37                                                  |
| Длина бронекорпуса, мм                                                                          | 7118                                                   |
| Ширина установки по корпусу, мм                                                                 | 4450                                                   |
| Диаметр установки по болтам, мм                                                                 | 2240                                                   |
| Диаметр шарового погона, мм                                                                     | 2030                                                   |
| Внутренний диаметр подбашенного отделения (на уровне пола, на уровне уравнительного кольца), мм | 3600/2380                                              |
| Высота башни от уравнительного кольца до крыши/верхнего колпака антенны радиолокатора, мм       | 3550/3860                                              |
| Радиус обметания по стволам, мм                                                                 | 5300                                                   |
| Радиус обметания по вращающейся броне, мм                                                       | 3800                                                   |
| Радиус обметания по отражательной сетке, мм                                                     | 4860±10                                                |
| Расстояние между осями орудий, мм                                                               | 850                                                    |
| Длина отката предельная, мм                                                                     | 630                                                    |
| Максимальная скорость подъёма орудия, °/с                                                       | 17,62 (2 вручную)                                      |
| Максимальная скорость поворота башни, °/с                                                       | 18 (2,5—3,0 вручную)                                   |
| Угол подъёма ствола                                                                             |                                                        |
| максимум                                                                                        | +81° 46’                                               |
| минимум                                                                                         | −7° 35’                                                |
| Броня, мм                                                                                       |                                                        |
| лоб                                                                                             | 20 и 10                                                |
| борт                                                                                            | 10                                                     |
| задняя часть                                                                                    | 8                                                      |
| крыша                                                                                           | 10                                                     |
| шельф                                                                                           | 10                                                     |
| амбразурный щит                                                                                 | 10                                                     |
| Расчёт установки, чел.                                                                          | 19 (в режиме автоматического заряжания), 21 (в ручном) |
| Число электродвигателей в башне                                                                 | 7                                                      |

## Приборы управления стрельбой
Система приборов управления стрельбой «Сфера-56» представляла собой адаптированный (применительно к эскадренным миноносцам) вариант «крейсерской» системы ПУС «Зенит-68К»/«Зенит-68бис». «Сфера-56» вырабатывала данные для стрельбы по морским, воздушным, а также по не видимым с корабля целям. Ядром приборов управления стрельбой был центральный автомат стрельбы (сокращённо ЦАС) прибор 1-УМ (ЦАС-УМ), он располагался в центральном артиллерийском посту и вырабатывал данные по надводной цели, идущей со скоростью до 60 узлов на дальности до 175 кабельтовых, или по воздушной цели, летящей со скоростью до 300 м/с на высоте до 15 км. ЦАС мог начать работу с дальности 32 км, а с 24 км обеспечивал стрельбу в упреждённую точку. Работное время ЦАС по выработке данных для стрельбы по надводной цели составляло 100 с, а по воздушной — 50 с. Прибор 1-УМ обеспечивал стрельбу по невидимой с корабля береговой цели с использованием вспомогательной точки наводки (ВТН). Специально для этого на берегу выбирали хорошо различимый объект и брали его на сопровождение приборами управления стрельбой (в ЦАС постоянно поступали курсовой угол и дистанция до объекта); одновременно по топографической карте определялся азимут и дистанция от выбранного ВТН до береговой цели, полученные значения вводились в ЦАС. Прибор 1-УМ учитывал отстояние вспомогательной точки наводки от цели (ЦАС позволял вводить отстояние ВТН от цели до 20 км), и, когда приборы управления отслеживали видимый ВТН, орудия АУ СМ-2-1 наводились на невидимую цель.
В центральном артиллерийском посту (сокращённо ЦАП) был размещён преобразователь координат — прибор 7ЭУ, работающий совместно с гироазимут-горизонтом «Компонент»; прибор вырабатывал углы стабилизации артиллерийских установок и стабилизированного визирного поста СВП-42-50. ЦАП оснащался 3-м дальномером
ДМС-3 (предел измерения — до 126 кабельтовых) и визиром центральной наводки ВН-4; в посту находилось место управляющего огнём, являвшегося командиром батареи главного калибра. Главным средством целеуказания для СМ-2-1 служила РЛС обнаружения воздушной цели
«Фут-Н». После получения целеуказания цель бралась на сопровождение стрельбовой РЛС «Якорь-М», антенна которой была размещена прямо на стабилизированном визирном посту. Перед управляющим огнём и в ЦАП находились точные индикаторы РЛС «Якорь-М», на которых возможно было наблюдать падения (разрывы) выпущенных АУ СМ-2-1 снарядов относительно цели и в это же время вводить корректуры. «Якорь-М» могла производить приём целеуказания за 8-10 с при высоте цели до 8000 м и 27-30 с при высоте цели от 8000 до 11 000 м. С дистанции 185 кабельтовых по надводной цели и с дистанции 165 кабельтовых по воздушной цели станция могла осуществлять автоматическое сопровождение объекта. В качестве резервных источников целеуказания служили: навигационная РЛС
«Нептун» и два оптических визира целеуказания — ВЦУЗ-3.
В ПУС «Сфера-56» впервые в СССР были применены электрические счётно-решающие приборы на вращающихся трансформаторах в линии выдачи целеуказания и данных для наводки артиллерийских установок. Наведение установок СМ-2-1 могло осуществляться дистанционно с помощью силовой электрической синхронно-следящей передачи (СЭССП), имевшей обозначение Д-2, или полуавтоматически, или вручную. При дистанционном наведении осуществлялась центральная наводка от ЦАС, а наводчики лишь контролировали положение артиллерийских установок. При полуавтоматическом наведении также осуществлялась центральная наводка, но наводчики должны были постоянно совмещать на специальном циферблате стрелки полученных из центрального поста величин полных углов наведения и неподвижного индекса положения орудия (это приводило к отработке исполнительными двигателями углов наведения). Ручное наведение процесс наведения совпадал с полуавтоматическим, но без использования исполнительных двигателей.
Максимальная скорость наведения АУ СМ-2-1 от приводов составляла 18°, вручную — 3°. Каждая АУ располагала собственным радиолокационным дальномером «Штаг-Б» (с дальностью действия до 15 км), башенным автоматом стрельбы БАС-1-Б и оптическим прицелом АМО-3, что позволяло ей вырабатывать все данные для стрельбы и вести огонь автономно приборным способом. В ПУС «Сфера-56» входил установленный на ходовом мостике прибор 1-НМ, представлявший собой простейший счётно-решающий прибор, который позволял кроме выдачи целеуказания вводить также корректуры по результатам первых залпов. В качестве оптической системы на приборе 1-НМ применялись обычные семикратные морские бинокли с бо́льшими, чем у визиров светосилой и полем зрения, (для наблюдения ночью); в случае внезапной встречи с противником ночью или в условиях плохой видимости с помощью 1-НМ огнём главного калибра мог управлять вахтенный офицер. Этот прибор мог вырабатывать данные для стрельбы по морским целям, идущим со скоростью до 40 узлов.

## Боеприпасы
В боезапас артиллерийской установки входили снаряды следующих типов: полубронебойный, осколочно-фугасный с головным взрывателем, зенитный с радиолокационным взрывателем, зенитный с дистанционной трубкой, осветительный парашютный, противорадиолокационный и практический. В 1964—1965 годах также производился глубоководный противолодочный снаряд чертежа 3-084762. В состав выстрела входило три заряда: боевой, уменьшенный боевой и специальный для стрельбы осветительными снарядами. Длина гильзы с зарядом 1024,5 мм, вес гильзы с полным зарядом 28 кг, вес полного заряда 15,3 кг.
Общий боезапас двух башенных установок на эсминцах проекта 56 составлял 850 выстрелов (ещё 200 могли браться в перегруз), из них 800 готовых к выстрелу.
| Характеристики 130-мм снарядов  | Характеристики 130-мм снарядов | Характеристики 130-мм снарядов | Характеристики 130-мм снарядов | Характеристики 130-мм снарядов | Характеристики 130-мм снарядов | Характеристики 130-мм снарядов |
| ------------------------------- | ------------------------------ | ------------------------------ | ------------------------------ | ------------------------------ | ------------------------------ | ------------------------------ |
| Характеристика                  | полубронебойный ПБ-42          | осколочно-фугасный ОФ-42       | Зенитный ЗС-42                 | Зенитный ЗС-42Р                | Осветительный парашютный СП-42 | Противорадиолокационный        |
| Масса снаряда, кг               | 33,4                           | 33,0                           | 32,675                         | 33,08                          | 25,9                           | Н/д                            |
| Масса заряда, кг                | 15,3                           | 15,3                           | 15,3                           | 15,3                           | Н/д                            | Н/д                            |
| Масса взрывчатого вещества, кг  | 1,4                            | 2,49                           | 2,5                            | 1,95                           | нет                            | нет                            |
| Взрыватели                      | В-350                          | В-491, ВГУ-1                   | Д8М, ВМ-60                     | Изделие 74                     | ТМ-16, ТМ-16Л                  | ТМ-16М                         |
| Длина, калибров                 | 4,68                           | 4,73                           | 4,79                           | 4,3                            | 4,43                           | Н/д                            |
| Начальная скорость снаряда, м/с | 950                            | 950                            | 955                            | 955                            | 750                            | 750                            |
| Дальность стрельбы, м           | 27 764                         | 27 764                         | 23 777                         | 23 777                         | 15 912                         | Н/д                            |

## СМ-4, СМ-4-1

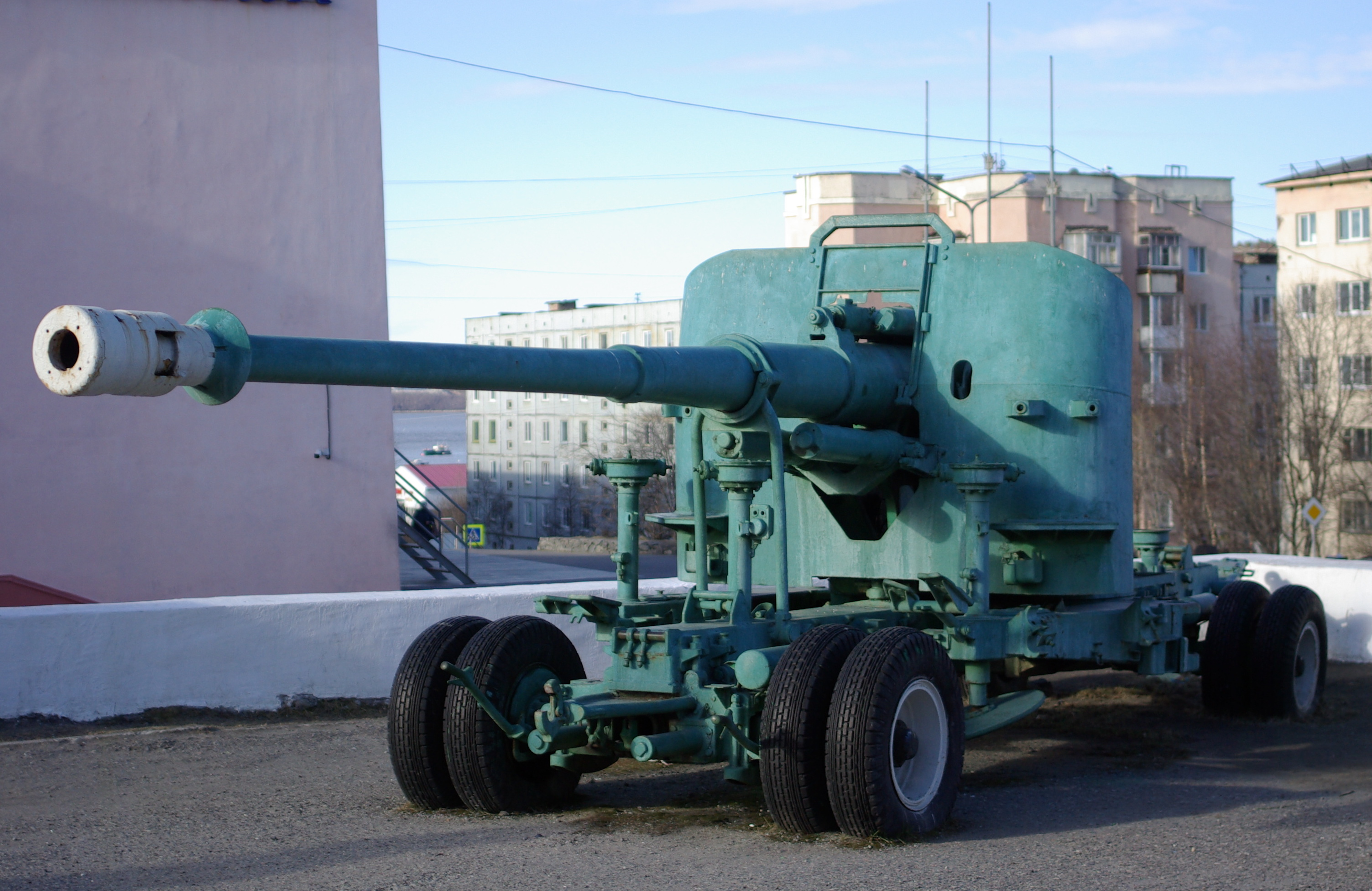
Пушка СМ-4-1 в Росляково, Мурманск

Советская артустановка береговой обороны калибра 130 мм с круговым обстрелом и управлением стрельбой с подвижного дальномерного поста. СМ-4-1 принята на вооружение Постановлением Совета Министров от 29.10.1951 года и приказом ВММ от 6.11.1951 года Производство СМ-4-1 на заводе № 221 велось до 1956 года включительно. Всего изготовлено около 150 установок. Подвижные установки СМ-4-1 использовались в различных климатических условиях от Новой Земли, Сахалина и Камчатки до Крыма и Кавказа. Интересно, что в некоторых случаях СМ-4-1 превращали в стационарные установки.
Ствол установки СМ-4-1 состоит из свободной трубы, кожуха, казенника, обоймы, муфты и дульного тормоза. Длина канала СМ-4-1 на 50 мм меньше, чем длина канала установки СМ-2-1, а в остальном внутреннее устройство обоих стволов тождественны. Боеприпасы и баллистические данные СМ-4-1 полностью совпадали с СМ-2-1. Заряжание раздельно-гильзовое.
Затвор вертикальный клиновой. Полуавтоматика копирного типа. Досылатель пружинного типа, взводится при накате, досылка гильзы производится вручную. Тормоз отката гидравлический, веретенного типа, с компенсатором. Тормоз установлен в нижних приливах люльки. При откате цилиндр тормоза неподвижен. Пневматический накатник крепится вместе с воздушным цилиндром в казеннике над люлькой. При откате рабочий и воздушный цилиндры накатника идут в откат.
Механизмы вертикального и горизонтального наведения имеют только ручной привод. Механизм вертикального наведения имеет один зубчатый сектор, а механизм горизонтально-го наведения зубчатый венец. Уравновешивающий механизм пружинный, состоит из двух колонок, расположенных под люлькой.
Станок состоял из литого основания, к которому приварены правая и левая боковины станка и лобовой лист. К станку крепился коробчатый щит. Основание состоит из круглого литого корпуса, соединённого с четырьмя крестообразно расположенными полыми сварными станинами. Две боковые станины, правая и левая, связаны с корпусом шарнирно, а две другие (хребтовые) жестко. На походе боковые станины отводятся к задней хребтовой и скрепляются с ней замками и болтами. Передняя хребтовая станина имеет поворотную часть, снабженную тяговой стрелой для соединения с тягой. Корпус основания представляет собой чашеобразную отливку диаметром 1785 мм, имеющую четыре прилива для соединения со станинами. Внутри корпуса крепится шаровой погон и зубчатый венец горизонтального на-ведения. В конце станин вмонтированы домкраты, предназначенные для горизонтирования установки, восприятия опрокидывающего момента при выстреле и для перевода установки из боевого в походное положение и обратно.
Ходовые части состоят из переднего и заднего двухскатных ходов. В обоих ходах применена схема независимой подвески с торсионным подрессориванием. Передний и задний ходы в боевом положении навешиваются на хребтовые станины, в результате чего они своим весом увеличивают устойчивость установки при выстреле. Установка СМ-4-1 транспортируется тягачом АТ-Т.
В 1955 году была принята на вооружение установка СМ-4-1Б, основное отличие замена ПУС «Москва-ЦН» на ПУС «Бурея» с АРЛС «Бурун». Дальность действия АРЛС «Бурун» 60 км. АРЛС «Бурун» была сопряжена со станцией опознавания «свой-чужой» «Никель-К». В 1955 году на вооружение принимается радиолокационная станция обнаружения надводных целей «Мыс» с дальностью действия от 1 до 183 км. На расстоянии до 90 км она работала на частоте 1240 Гц, а далее 604 Гц. РЛС «Мыс» была сопряжена с аппаратурой опознавания «свой-чужой» «Никель-К». РЛС «Мыс» и АРЛС «Бурун» размещались на колесных прице-пах АПМ-598 весом 14,8 т, которые перевозились тягачами АТ-Т.
Принимала участие в Корейской войне. Преемником установки стал комплекс «Берег».

## СМ-62
В тех же массогабаритных характеристиках, что и установка СМ-2, в СССР производилась разработка автоматического аналога СМ-2. Технический проект этой артиллерийской установки, получившей обозначение СМ-62, был завершён к 1955 году. Установкой планировалось вооружить эскадренные миноносцы проекта 56, начиная с 31-го корабля серии, а также лёгкие крейсера проекта 68-бис. Установка имела техническую скорострельность 25-30 выстрелов в минуту, увеличенную в полтора раза живучесть (до 1500 выстрелов) и уменьшенное в 1,5 раза количество личного состава при боевом обслуживании установки (14 против 21). После отказа от строительства эскадренных миноносцев проекта 56, установками СМ-62 планировалось вооружить эскадренные миноносцы проекта 57.

## Оценка

### Сравнительная оценка
Сравнение СМ-2-1 с американской 127-мм автоматической АУ показывает, что по возможностям поражения надводных целей советская артсистема превосходила американскую, но при решении задач ПВО — вследствие более чем в три раза меньшей скорострельности и боевых возможностей ПУС «Сфера-56» — уступала ей. В своём калибре орудие СМ-2-1 было самым мощным в мире и обладало наибольшей досягаемостью и меткостью.

### Общая оценка
В отличие от своего прототипа — германской АУ SKC-33 — установка СМ-2-1 имела более мощные орудия, башенную систему ПУС с радиолокационным дальномером, более совершенный досылатель. Кроме этого, весь расчёт установки находился под прикрытием броневой защиты. С точки зрения эксплуатационных качеств артиллерийская установка СМ-2-1 имела недостаток, заключающийся в том, что она была открыта сзади (это создавало риск попадания воды внутрь установки на интенсивном волнении).